# أدي لي
أدي لي هو مصفف الشعر ماليزي، ولد في 2 مايو 1971 في بينانق في ماليزيا.